# Mundo Anillo
Mundo Anillo (título original en inglés Ringworld) es una novela de ciencia ficción escrita por Larry Niven y publicada en 1970. Ganó los premios Hugo, Nébula y Locus del año 1971; es una de las pocas novelas de ciencia ficción que ha logrado tal triplete de galardones. La novela cuenta con tres continuaciones: Ingenieros de Mundo Anillo (1980), Trono de Mundo Anillo (1996) e Hijos de Mundo Anillo (2004).

## Argumento
En el año 2850, cuatro exploradores (dos humanos y dos alienígenas) son elegidos para explorar un misterioso "mundo anillo", una enorme estructura artificial en forma anular que rodea una estrella. La historia ocurre en un universo tecnológicamente avanzado, donde la teleportación instantánea y los cascos de naves espaciales indestructibles son una realidad.
Luis Wu (Louis Wu), el protagonista, es un aventurero retirado que acaba de celebrar su bicentésimo aniversario. A pesar de su edad, se encuentra en óptima condición física dado a la avanzada tecnología médica. Pasa su cumpleaños saltando delante de la línea de tiempo, de fiesta en fiesta a través de la Tierra, pero secretamente está aburrido de su estilo de vida.
Nessus pertenece a una especie más avanzada, los Titerotes de Pierson (Pierson's Puppeteers), cuyo rasgo más notable es su extremada prudencia, sumada a una permanente paranoia. Nessus ha sido enviado a la tierra a reunir un pequeño equipo para explorar el Mundo Anillo, cuya existencia es desconocida para la mayoría de las especies del Espacio Conocido. Los Titerotes de Pierson tienen reputación de manipuladores que usan a otras especies para trabajos que pueden conllevar cualquier tipo de riesgo.
Interlocutor-de-Animales es un Kzin felinoide, especie de feroces depredadores que ha guerreado sin éxito con los humanos en el pasado lejano. Es reclutado como jefe de seguridad de la misión. Su personalidad parece estar basada en un guerrero samurái japonés.
Finalmente, Teela Brown es una joven mujer cuyo papel en la misión no está claro en primera instancia. Pero Nessus y su raza no hacen nada sin una razón, y la utilidad de Teela se clarifica a medida que el argumento avanza hacia su desenlace.
Cuando la nave se estrella en el Mundo Anillo, los aventureros deben encontrar una manera de regresar al espacio. Atraviesan grandes distancias en "aerocicletas", descubren ecosistemas extrañamente evolucionados, e interactúan con algunas de las variadas y primitivas civilizaciones del anillo. Intentan descubrir qué fue lo que causó que los habitantes del Mundo Anillo perdieran su tecnología, y especulan sobre quienes fueron los creadores y las razones que tuvieron para embarcarse en un proyecto de tal envergadura.

## Personajes principales
- Luis Gridley Wu: hombre de doscientos años, ha viajado solo por el espacio conocido y por esta razón es reclutado.
- Nessus: Extraterrestre de la raza Titerote. Poseen una extraña voz sensual. Es descrito como «un ser desprovisto de todo rasgo humano o humanoide. Se apoyaba sobre tres patas y contemplaba a Luis Wu desde dos direcciones distintas, gracias a sus dos cabezas planas montadas sobre sendos cuellos, flexibles y muy delgados. La mayor parte de tan sorprendente figura estaba cubierta de piel blanca y suave como un guante; sin embargo, entre los dos cuellos de la bestia crecía una gruesa crin de basto pelo castaño, que le cubría todo el espinazo hasta la complicada articulación de la pata trasera. Tenía las dos patas delanteras muy separadas, de modo que los pequeños cascos con garras de la bestia formaban un triángulo casi equilátero.(...)Era un titerote, un titerote de Pierson. El cerebro y el cráneo se ocultaban bajo la joroba. No era un animal; estaba dotado de una inteligencia al menos comparable a la del hombre. Y sus ojos, uno por cabeza y muy hundidos en las órbitas óseas, miraban fijamente a Luis Wu desde dos direcciones distintas.» Son herbívoros.
- Interlocutor-de-Animales Extraterrestre de la raza Kzin. Es descrito de la siguiente manera: «Un grueso pelaje anaranjado, con unas marcas negras sobre los ojos, cubría lo que podría haber sido un gordo gato romano de dos metros y medio de estatura. La gordura era toda músculo, liso y fuerte y curiosamente distribuido sobre un esqueleto igualmente curioso. Unas aguzadas y bien pulidas garras emergieron de sus vainas, en el extremo de unas manos que semejaban negros guantes de cuero.» Su lenguaje consiste en gruñidos y tienen una cola desprovista de pelo.
- Teela Jandrova Brown «Tenía la piel azul con una nervadura de hilos plateados; su cabellera recordaba las llamas de una hoguera; sus ojos eran espejos convexos. Tenía veinte años y Luis ya había hablado con ella en otras ocasiones. Su charla era superficial y estaba plagada de lugares comunes y falsos entusiasmos; pero era muy bonita.»

## Conceptos
Niven incluye una serie de especies alienígenas y entretenidos conceptos de sus otras historias del Espacio Conocido que incluyen:
- El Casco de Productos Generales de los Titerotes, que son impermeables a todo excepto a la luz y la gravedad, y sólo pueden ser destruidos con antimateria.
- El Campo Estático de Diseño Esclavista, lo que causa la detención del tiempo en un área; como el tiempo está detenido, ningún daño puede ser causado a los objetos en "estasis".
- La idea de que la suerte es un rasgo genético que puede ser favorecido por crianza selectiva.
- El Tasp, un instrumento que induce un estado de extremo placer en el cerebro con sólo presionar un botón; es usado como un método no dañino para debilitar al objetivo. Al producir estados extáticos, es altamente adictivo por lo que literalmente, convierte a la víctima en esclavo del que porta el tasp.

La novela también contiene una alusión a la religión fundamentalista: los habitantes del Mundo Anillo han perdido el origen de sus proezas tecnológicas y ahora atribuyen los fenómenos de su mundo al poder divino. Los cuatro exploradores encuentran sacerdotes, multitudes fanáticas y muchas cosas semejantes.
Sin embargo, es la idea de un Mundo Anillo lo que parece haber atraído más la atención de los admiradores. Niven llena al lector con una sensación de asombro y maravilla describiendo diferentes aspectos de la enormidad de la escala del Mundo Anillo y cómo vería las cosas un observador desde su superficie.
El concepto de cosmos que plantea el autor con todas sus variables y posibilidades, se transforma en un objeto de estudio dentro de la trama del libro. Se puede dibujar con precisión la forma y dimensiones del Mundo Anillo, se puede especular sobre su atmósfera y su biosfera. Hay coherencia interna en el planteamiento y, en una lectura secundaria, el libro es de alguna manera, un atlas de este mundo artificial. Ideal para lectores creativos, arquitectos, ingenieros, antropólogos, psicólogos y demás gente curiosa.

## Adaptaciones
En septiembre de 2017 Amazon Studios anunció que estaba desarrollando una serie basada en Mundo Anillo coproducida junto a Metro-Goldwyn-Mayer.